# 中島壽發動機
中島壽發動機（日语：寿〔ことぶき〕エンジン）乃日本中島飛機公司研發製造的氣冷式星型飛機用活塞發動機，採單列9汽缸、底置凸輪軸（over head valve，縮寫成OHV）的設置。大日本帝國海軍命名為壽，大日本帝國陸軍則命名成Ha-1（日语：ハ1），性能提升的版本則為Ha-24。關於此系列發動機的生產數量，總數約7千具左右。

## 概要
1923年（大正12年）起英國布里斯托飛機公司授權中島飛機生產布里斯托Jupiter發動機，於是後者以此型發動機為基礎，另外也受到了美國普惠公司普惠R-1340發動機（中島飛機亦獲得授權生產）的影響。1929年（昭和4年）開始研發，公司內部代號為「NAH」，雖以布里斯托Jupiter發動機為基礎，但行程設計成160mm，可看得出受到萊特R-1820發動機的影響。
1931年12月「壽一型」、「壽二型」陸續受到日本軍方採用，接著1934年10月「壽二型改一」（460匹馬力，軍方稱「Ha-24」）；1937年9月「壽二型改二」、「壽二型改三」（630匹馬力）、「壽三型」（690匹馬力，軍方稱「Ha-1甲」）；1938年11月「壽四一型」（650匹馬力，軍方稱「Ha-1乙」）等也獲得採用。其中「壽二型改二」、「壽二型改三」還分成舊、新二種類型，原因是1934年間此二型發動機各試作一具，卻未獲得軍方採用；中島飛機遂另行改做，但仍採用原名。此外像光發動機舊稱壽三型，與軍方命名之壽三型也容易產生混淆。至於1931年10月開始著手研發的「壽五型」發動機，公司內部代號是「HS」，輸出為450匹馬力。

## 規格（壽2型）
- 型式：氣冷式9汽缸星型引擎
- 排氣量：24.1公升
- 全長：1,021mm
- 直徑：1,280mm
- 缸徑×行程：146mm×160mm
- 乾燥重量：350公斤
- 機械增壓器：機械式1段1速
- 供油方式：化油器
- 額定馬力：500hp / 2,100rpm（高度2,500公尺）
- 起飛馬力：600hp / 2,300rpm

## 主要搭載機種
- 三式艦上戰鬥機
- 九O式艦上戰鬥機
- 九試單座戰鬥機
- 九O式二號水上偵察機
- 九〇式機上作業練習機（日语：九〇式機上作業練習機）
- 福克Super Universal（英语：Fokker Super Universal）（一部分授權生產）
- 九五式水上偵察機
- 九六式艦載戰鬥機
- 九七式戰鬥機
- 中島AT-2（日语：中島AT-2）
  - 九七式輸送機（日语：九七式輸送機）

## 內部連結
- 中島飛機

## 外部連結
- （日語）日本陸海軍機入門：中島製エンジン（页面存档备份，存于）